# Rio Mineiro (São Paulo)
O rio Mineiro é um rio brasileiro do estado de São Paulo. Nasce na Serra do Mar ao norte do município de Mongaguá, a aproximadamente 450m do município de São Vicente, e desagua no rio Aguapeú.